# Dahir bereber
El dahir bereber, denominado así por sus detractores, es un decreto firmado el 16 de marzo de 1930 por el sultán marroquí Muhammad ben Yusef (Mohammed V) pocos años después de ascender al trono, en época del protectorado francés, siendo Residente General Lucien Saint.
Este decreto constituye la culminación de una "política bereber" seguida por la Administración francesa que pretendía dividir el territorio de Marruecos en dos zonas jurídicamente diferenciadas. En la primera, que coincidía con el mundo urbano y arabizado, regiría la ley islámica (Sharia). En la segunda, que coincidía con el mundo rural y bereber, donde rige el derecho consuetudinario, se iría introduciendo la ley francesa y se le sustraería de la jurisdicción del sultán.
La promulgación del dahir por las autoridades del protectorado actuó de catalizador del nacionalismo marroquí.

## La política bereber
El poder del sultán se ejercía solamente de manera efectiva sobre la mitad del territorio de Marruecos, donde se concentraban las grandes ciudades, y donde la población de civilización árabe pagaba regularmente impuestos. La otra mitad, que constituía el bloque bereber, estaba formada por una multiplicidad de tribus, que actuaban como entidades autónomas, con sus propias instituciones, parcialmente islamizadas y rebeldes al poder temporal del califa, pero incapaces de formar un bloque homogéneo dada las rivalidades existentes entre clanes y tribus.
Pero la Administración colonial francesa, en parte por interés político, en parte por convicción, e incluso por idealismo, se forjó una concepción maniquea de la sociedad marroquí, intentando oponer la figura del buen bereber a la del árabe perverso.
La característica fundamental de esta política bereber consistió en preservar la autonomía tradicional de los bereberes, esencialmente en el campo jurídico, sustrayéndoles de la legislación islámica o sharia, y manteniendo su derecho consuetudinario. A ello responden muchos decretos, como el firmado el 11 de septiembre de 1914, siendo Residente General Lyautey.
Otra manifestación de esta política bereber fue la creación de escuelas franco-bereberes, en cuya programación se eliminaba el árabe y el estudio del Corán en favor del francés. La política escolar de afrancesamiento estuvo también acompañada de una actividad católica misionera.

## Texto del dahir bereber
Traducido del texto oficial del dahir de 16 de mayo de 1930.
"¡Alabado sea el único Dios!
(Gran sello de Sidi Mohammed)
Que se conozca por la presente-¡pueda Dios elevar y fortalecer su contenido!
Que nuestra Majestad Jerifiana,
Considerando que el Decreto de nuestro augusto padre S.M. el Sultán Mulay Yussef, de fecha 11 de septiembre de 1914 (20 chaoual 1332), ha establecido en interés del bien de nuestros súbditos y de la tranquilidad del Estado, respetar el estatus consuetudinario de las tribus bereberes pacificadas; que con la misma finalidad, el decreto de 15 de junio de 1922 (19 chaoual 1340) ha establecido reglas especiales en lo que se refiere a las enajenaciones inmobiliarias que serán permitidas a extranjeros en las tribus de costumbre bereber no provistas de tribunales islámicos para la aplicación de la Sharia; que numerosas tribus han sido desde entonces regularmente clasificadas por Nuestro Gran Visir como aquellas en las que el estatus consuetudinario debe ser respetado; que resulta oportuno precisar hoy en día las condiciones particulares bajo las cuales la justicia será impartida en esas mismas tribus
HA DECIDIDO LO QUE A CONTINUACIÓN SIGUE:
Artículo 1:
En la tribus de Nuestro Imperio sometidas a derecho consuetudinario bereber, la sanción de las infracciones cometidas por sujetos marroquíes que serían de la competencia de los caídes en otras partes del imperio, es de la competencia de los jefes de las tribus.
Para las demás infracciones, la competencia y la sanción están reguladas en los artículos 4 y 6 del presente decreto.
Artículo 2: 
Sin perjuicio de las normas de la competencia que rigen los tribunales franceses de nuestro imperio, las actuaciones civiles o mercantiles, mobiliarias o inmobiliarias son juzgadas, en primera y última instancia, según el tipo que será fijado por norma del visir, por las jurisdicciones especiales denominadas tribunales consuetudinarios.
Estos tribunales son igualmente competentes en toda materia referente al estatus personal o sucesorio.
Se aplica, en todo caso, la costumbre local.
Artículo 3: 
La apelación de los juicios celebrados por tribunales consuetudinarios, en el caso de que sea admisible, se hará ante los órganos jurisdiccionales llamados tribunales de apelación consuetudinarios.
Artículo 4: 
En materia penal,estos tribunales de apelación son igualmente competentes, en primera y última instancia, para la sanción de las infracciones previstas en el párrafo dos del artículo primero, y de todas las demás infracciones cometidas por miembros de los tribunales consuetudinarios cuya competencia general es atribuida al jefe de la tribu.
Artículo 5: 
Al lado de cada tribunal consuetudinario de primera instancia o de apelación, se sitúa un comisario del Gobierno, delegado por la autoridad regional de control, de la cual depende. Al lado de cada uno de los órganos jurisdiccionales se sitúa igualmente un secretario-registrador, el cual desempeña entre otras funciones las de notario.
Artículo 6:
Los órganos jurisdiccionales franceses competentes en materia penal siguiendo las reglas que le son propias, son competentes para la sanción de los crímenes cometidos en el país bereber cualquiera que sea la condición del crimen.
En este caso es aplicable el decreto del 12 de agosto de 1913 (9 ramadán 1331) sobre proceso criminal.
Artículo 7: 
Las actuaciones inmobiliarias de las que son parte, ya sea como demandante o demandado, los ciudadanos sometidos a órganos jurisdiccionales franceses, son de la competencia de dichos órganos jurisdiccionales.
Artículo 8:
Todas las normas de organización, composición y funcionamiento de los tribunales consuetudinarios serán fijadas por normas del visir sucesivas, según los casos y conforme a las necesidades.
Hecho en Rabat, el 17 hijja 1348,
(16 de mayo de 1930)
Visto para su promulgación y ejecución:
Rabat, el 23 de mayo de 1930.
El Comisario Residente General.
LUCIEN SAINT."

## La campaña contra el dahir bereber
El artículo 6 del dahir retiraba la competencia del Alto Tribunal Jerifiano, creado en 1918 para conocer en apelación todos los juicios de los caídes y para juzgar en primera instancia los crímenes e infracciones castigados con más de dos años de prisión. La transferencia de sus competencias a la jurisdicción penal francesa despojaba al sultán de una de sus prerrogativas esenciales. Más que un abuso jurídico, se trataba de un error político.

### Reacción nacionalista
Pero sobre todo lo que el Dahir provocó en Marruecos y en todo el mundo árabe fue una reacción esencialmente religiosa en defensa del Islam: "Francia, dirían los nacionalistas, quiere cristianizar Marruecos."
A la creación de este sentimiento contribuyeron una serie de acontecimientos: La conversión al catolicismo en Fez en 1928 de un Fassi, Mohamed Abdejalil, perteneciente a una gran familia y hermano de uno de los primeros nacionalistas marroquíes, Omar Abdeljalil, fue considerado como el resultado del proselitismo católico en Marruecos; la construcción de un gran número de iglesias en todo el país, incluso en los lugares más recónditos, constituyó la prueba de la voluntad de querer cristianizar a los bereberes, pues edificar iglesias para un puñado de franceses resultaba extraño, a menos que fuera para acoger a futuros cristianos; pero lo que más irritó fue cierta prensa católica como la revista mensual "Le Maroc Catholique" donde se afirmaba que "...el alma bereber lanza un llamamiento a los misioneros (...)solicitándoles hacerse cargo de su crisis moral y espiritual..."
Por otra parte Marruecos sufría una coyuntura económica difícil, marcada por la sequía y una plaga de grillos que afectó a las cosechas, así como una crisis del sector artesanal afectado por la competencia de los productos europeos. La promulgación del Dahir fue la ocasión de los marroquíes para manifestar su descontento y su resentimiento.
Las protestas comenzaron en las mezquitas de Salé donde se recitaba después de la oración, la invocación "Ya Latif,Ya Latif..." que terminaba con la frase "¡Oh Salvador!,sálvanos del maltrato del destino y no nos separes de nuestros hermanos bereberes". Pero fue en Fez donde la protesta alcanzó una mayor magnitud. Hubo manifestaciones en las calles que fueron reprimidas con apaleamientos, encarcelamientos y exilio hacia los pueblos.

### La internacionalización de la protesta
Uno de los personajes que ha tenido una papel muy importante en todo el movimiento de protesta contra el dahir bereber fue el líder panislámico Emir Shakib Arslan.El mantenía contactos muy estrechos con Abdesalam Bennuna y por mediación de él con otros muchos nacionalistas marroquíes.
En agosto de 1930 Emir Chakib Arslan efectuó una visita a Tetuán, con el motivo de apoyar al nacionalismo marroquí en este trance. El emir aconsejó a los musulmanes del mundo entero el no contentarse con protestas sin efecto ante los periódicos o los gobiernos árabes, sino el hacerlo ante la Sociedad de Naciones,las grandes potencias y el gobierno francés mismo, ante su Parlamento y su Senado. También solicitaba cesar "toda relación de compraventa con Francia" ya que el boicot a sus productos es "una de las armas que los europeos, que adoran al dinero en vez de a Dios, más temen".
El consejo de Chakib Arslan fue seguido al pie de la letra, al menos en lo que se refiere a las protestas. Desde 1930 hasta 1934, año en que se deroga el dahir bereber, los organismos nacionales e internacionales fueron inundados de telegramas y peticiones. Se constituyeron comités para la defensa de los musulmanes de Marruecos en Berlín, en el Cairo e incluso en Java.
En 1931 se celebra el congreso islámico de Jerusalén, en el que participan, entre otros , nacionalistas marroquíes, y donde se emite una resolución de protesta contra el dahir que es enviada a Naciones Unidas.  Otro nuevo congreso celebrado en Jerusalén en 1933 y coincidiendo con el tercer año de vigencia del dahir bereber, constituye la ocasión para repetir el escrito de protesta ante la Sociedad de Naciones.
La Sociedad de Naciones ante la ingente cantidad de cartas recibidas se limitó a registrarlas indicando simplemente la asociación que las enviaba, así como la ciudad y el país de origen. En ocasiones se indicaba que se trataba de una carta de protesta contra la política de Francia hacia los bereberes de Marruecos, pero no se hizo mucho más.
También es destacable la acción de protesta realizada a través  de la prensa, con revistas como "L´Action du Peuple"(1933) y en la que tendría un papel preponderante figuras como Muhammad Hassan Uazzani.

## Consecuencias
Como consecuencia de este movimiento de protesta general la Residencia General tuvo que dar marcha atrás y promulgó  un nuevo decreto con fecha 8 de abril de 1934, derogando el controvertido artículo 6 del dahir bereber y devolviendo al Alto Tribunal Jerifiano todas sus prerrogativas, sobre todo las concernientes a crímenes cometidos en territorio bereber. Por otra parte, para mantener los principios del derecho consuetudinario, se crea  una sección penal consuetudinaria en el que dos notables pueden ilustrar al tribunal sobre el carácter de la costumbre local.
Pero el éxito más importante del movimiento de protesta contra el dahir bereber fue la toma de conciencia por parte del movimiento nacionalista de su propia unidad, habiéndose fortificado con la lucha.  
La primera iniciativa conjunta surgida fue lo que se puede considerar como el primer partido político marroquí , el Comité de Acción Marroquí,  que el 1 de diciembre de 1934 presentó al Sultán, al Residente General y al Jefe de Gobierno Francés un plan de reformas en el que se reclamaba la participación de los marroquíes en la administración del país, la democratización de la vida pública con separación de poderes, la creación de instituciones representativas como Consejos municipales, Asambleas provinciales y una nacional y el establecimiento de cámaras de comercio con acceso a los marroquíes.